# Policenauts
Policenauts — графическая приключенческая игра, разработанная и изданная Konami в 1994 году для платформы NEC PC-9800. Ведущим дизайнером игры стал Хидео Кодзима.

## Сюжет
История Policenauts разворачивается в середине XXI века и рассказывает о Джонатане Ингрэме, одном из первых пяти полицейских-астронавтов («полиснавтов»), прошедшем соответствующую подготовку и назначенном на поддержание правопорядка на первую строящуюся космическую колонию людей «Забережье» (англ. Beyond Coast). Во время испытания нового скафандра происходит авария, и Ингрэма уносит в открытый космос. Его коллеги считают Ингрэма погибшим, однако тот спасается благодаря аварийной системе экспериментального скафандра (похожей на спасательную капсулу НАСА) и впадает в состояние криосна.
Спустя 25 лет, в 2040 году, спасательную капсулу с Джонатаном Ингрэмом находят в открытом космосе и успешно возвращают его к жизни. За это время Забережье разрастается в огромный космический форпост человечества, готовый стать «вратами» к намечающимся межзвёздным путешествиям. Отряд полиснавтов также расширился, став Полицейским департаментом Забережья (англ. Beyond Coast Police Department, BCPD).
Потеряв практически все связи с окружающим миром и пройдя реабилитацию, 55-летний (биологически — 30-летний) Ингрэм становится частным детективом в Старом Лос-Анджелесе на Земле. Однажды к нему приходит его бывшая жена Лоррейн, считавшая Джонатана погибшим и вышедшая замуж повторно. Она нанимает Ингрэма расследовать исчезновение её нынешнего мужа Кензо Оджо. Единственными зацепками были лишь половина листа какого-то растения, капсулы от неизвестного лекарства и слово «Плато». Джонатан не хочет брать это дело, но когда его бывшая жена выходит из офиса, её убивает мужчина в чёрном мотоциклетном комбинезоне с помощью взрывчатки, заложенной в арендованный автомобиль. Потеряв того из виду, Джонатан решает исполнить последнее желание Лоррейн и отправляется по следам улик в Забережье. Там он встречается со своими бывшими коллегами из первого отряда полиснавтов — шефом полиции Гейтсом Беккером и шефом отдела нравов Эдом Брауном. Беккер даёт добро на расследование исчезновения Кензо Оджо и убийства Лоррейн. Он выделяет для расследования Эда Брауна, а также других сотрудников отдела нравов.
Джонатан встречается с дочерью Кензо и Лоррейн 26-летней телеведущей Карен. От неё он узнаёт, что Кензо работал в медицинской корпорации Tokugawa Pharmaceuticals, занимающейся разработкой препаратов для лечения болезней, вызванных долгим пребыванием в условиях космической станции. Также он встречает Джозефа Токугаву, бывшего полиснавта первого отряда, но уволившегося из рядов ради семейного бизнеса и теперь возглавляющего корпорацию Tokugawa Group. Ингрэм и Браун выходят на бывшего коллегу Оджо, но его убивают, а его тело используют, чтобы заманить Ингрэма и Брауна в ловушку с взрывным устройством. Напарники обезвреживают устройство и пробираются на территорию плантаций Tokugawa. Там они обнаруживают тело Оджо, но прибывший шеф полиции Беккер подтасовывает дело таким образом, что Ингрэму предъявлено обвинение в многочисленных убийствах по сфабрикованным уликам.
Ингрэм с помощью Карен бежит из-под стражи и проникает в центральный госпиталь Забережья, где находит готовые к трансплантации органы людей, считавшихся погибшими или пропавшими без вести. Сопроводительные документы говорят, что они прибыли из лунной добывающей станции, находящейся в кратере Платон (о нём и упоминал Оджо). Напарники отправляются туда, и находят там тайное хранилище Tokugawa, в котором хранятся тела людей, находящихся в состоянии поддержания вегетативной жизни. Местом управляет Сальваторе Тосциани, ещё один бывший полиснавт из оригинального отряда. В ходе перестрелки тот сообщает, что лунная база используется для прикрытия глобальной контрабандной сети поставок наркотиков и органов для трансплантации — самых ценных товаров в Солнечной системе, так как длительное пребывание в космосе негативно влияет на организм человека. Эта же сеть ответственна за многочисленные похищения людей на Земле и в колониях, которых доставляют на Луну в вегетативном состоянии. Сальваторе также сообщает, что авария, произошедшая с Ингрэмом 25 лет назад, неслучайна: ещё тогда Токугава, поняв роль Забережья в будущем освоении космического пространства, подговорил других полиснавтов сформировать преступное сообщество. Единственным препятствием были друзья и напарники Джонатан и Эд, которые будучи убеждёнными честными полицейскими, наверняка бы воспрепятствовали бы заговору. Сальваторе испортил скафандр Ингрэма, а после того, как того унесло в открытый космос, Эда обезвредили и списали в непрестижный отдел нравов полиции Забережья. Оджо был втянут в заговор, так как хотел спасти дочь Карен от терминальной стадии костного рака, попытался порвать с преступниками и был убит.
Напарники возвращаются на Забережье, где Эда ждёт неприятная весть: его сына берут в заложники, чтобы выйти на напарников. В перестрелке с похитителем Эда серьёзно ранят. Джонатан штурмует штаб-квартиру Токугавы, убивает киллера Лоррейн и противостоит Беккеру. Тот, облачившись в силовой скафандр, подавляет его превосходящим огнём и, торжествуя, раскрывает подробности своего преступного плана. Он не подозревает, что Ингрэм тайком включил видеотрансляцию, и Беккер публично признался в своих преступлениях на всё Забережье. Разъярённый Беккер собирается убить Джонатана, но внезапно того метким выстрелом спасает вовремя подоспевший Эд, когда как остальные сотрудники полиции арестовывают Токугаву. В конце Джонатан выясняет, что является биологическим отцом Карен, и становится донором костного мозга для неё. После этого он, попрощавшись с Эдом, возвращается на Землю.

## Разработка
Кодзима задумал Policenauts во время работы над Snatcher (1988), но в то время ограничения доступных платформ не позволяли реализовать задуманное, кроме того, слишком тесная привязка к низкоуровневым средствам программирования значительно ограничивала дизайнера. После выхода Metal Gear 2: Solid Snake (1990) Кодзима разработал скриптовый движок, позволявший влиять на анимацию и музыку вместо использования низкоуровневых инструкций кода игры.
Разработка игры началась в начале 1990 года и заняла четыре года. В тот момент Кодзиму интересовали возможные события ближайшего будущего. На сюжет также влияли новостные репортажи, привлекавшие внимание Кодзимы. В числе них были освещение общественных дебатов по поводу моральных аспектов трансплантации органов и социально-правовых аспектов случаев, связанных со смертью мозга человека. Кодзиму также интересовали космические путешествия ввиду того, что в 1990 году в космос в составе международного экипажа Союз ТМ-11 впервые полетел японский космонавт Тоёхиро Акияма. Опубликованные в Японии исследования НАСА об изучении продолжительного воздействия космического пространства на организм человека также часто обсуждались среди коллег и в семье Кодзимы.
Другим источником вдохновения были фильмы: японское сообщество Америки всколыхнул антияпонский настрой вышедшего в 1993 году криминального боевика «Восходящее солнце», вызвавший многочисленные протесты. Определённое влияние на стилистику игры повлияли бадди-фильмы, которые нравились Кодзиме, например «Старски и Хатч» и «Смертельное оружие».
Английская локализация была запланирована для Saturn, но в конечном итоге была отменена, поскольку Кодзима сослался на технические проблемы с переводом. После того, как интерес к творчеству Кодзимы возрос после выхода Metal Gear Solid (1998), спрос на перевод рос до тех пор, пока в 2009 году не был выпущен фанатский перевод версии для версии PlayStation.

## Выход
Policenauts первоначально вышла PC-9821 29 июля 1994 года на компакт-дисках. После выхода игры Кодзима получил письмо от слабослышащего игрока, расстроенного тем, что современные игры с мультимедиа-контентом вроде Policenauts стали заменять внутриигровой текст аудиозаписями реплик персонажей без возможности включить субтитры. Кодзима решил не включать их ради достижения кинематографического эффекта, но после письма добавил их в последующие релизы игры.
Следующей платформой стала мультимедийная консоль 3DO Interactive Multiplayer, для которой Policenauts вышла 29 сентября 1995 года. Этот порт стал основой для других переизданий на других платформах. Вместо статичных или малоподвижных изображений оригинала на PC-98 теперь стали использоваться анимированные видеовставки. Ради этого пришлось снизить разрешение итоговой картинки, чтобы уместить контент на носитель. Визуальный стиль был реализован компанией Anime International Company с использованием традиционной рисованной мультипликации.
Далее последовал порт на PlayStation, который вышел 19 января 1996 года. Вместе с самой игрой был добавлен диск с дополнительными материалами, включавшимися в демо-версию Pilot Disk для 3DO плюс сценарии и раскадровки к игре. Видеоролики были замедлены до частоты 15 кадров в секунду (против 24 кадров в секунду в 3DO-версии). Мировая премьера PlayStation состоялась в тот момент, когда Konami ещё работала над оригинальным релизом для PC-98. Заметив потенциал новой консоли, Кодзима для себя решил, что следующая его игра выйдет сразу на PlayStation. Версия PlayStation впоследствии была переиздана в PlayStation Store 14 мая 2008 года.
Последним портом Policenauts стал выход игры на Sega Saturn 13 сентября 1996 года. По заявлению Кодзимы, порт на эту консоль является самым лучшим. Число кадров в секунду удалось восстановить до 24, а для кодирования видео не использовался Cinepak. Ещё одним нововведением стала поддержка светового пистолета в сценах перестрелок. Из дополнительных материалов, не встречавшихся в прошлых релизах, можно выделить разблокируемый после прохождения игры контент — видео, посвящённое разработке и интервью с актрисой озвучивания Кикуко Иное, а также глоссарий внутриигровых терминов, к которому игрок может обращаться при первом обнаружении незнакомого термина.

## Отзывы
| Иноязычные издания        | Иноязычные издания     |
| Издание                   | Оценка                 |
| ------------------------- | ---------------------- |
| Famitsu                   | 30/40 (PS) 32/40 (SS)  |
| GameFan                   | 94 %, 92 %, 100 % (PS) |
| Sega Saturn Magazine (JP) | 8,33/10 (SAT)          |

Критики похвалили Policenauts за анимацию, озвучку и общую презентацию; несколько комментаторов проанализировали кинематографическое влияние фильмов в жанрах научной фантастики, боевика, комедии и бадди, в то время как другие отметили, что фильм отражает увлечение Кодзимы наукой и техникой, и похвалили его сюжетную линию, техническое письмо и построение мира. Наряду с Snatcher, который был ретроспективно идентифицирован как его духовный предшественник, Policenauts был назван одним из лучших научно-фантастических произведений в играх и основой для более поздней работы Кодзимы во франшизе Metal Gear.